# Sebastian Østvold
Sebastian Østvold (* 30. Januar 2002) ist ein norwegischer Nordischer Kombinierer.

## Werdegang
Jugend
Østvold, der für den Lensbygda Sportsklubb aus dem Skikrets Oppland startet, gab sein internationales Debüt am 29. August 2014 beim Schüler-Grand-Prix in Oberstdorf. Dabei erreichte er den 17. Platz, ehe er sich am zweiten Wettkampftag auf Rang sieben verbessern konnte. Beim FIS Youth Cup Mitte März 2017 in Trondheim erreichte er die Ränge zwei und eins, womit er seine ersten Podestplatzierungen auf internationaler Ebene erzielte. Im Januar 2020 stand Østvold im norwegischen Aufgebot bei den Olympischen Jugend-Winterspielen in Lausanne. Mit einem Rückstand von rund 17 Sekunden gewann er im Einzel nach der Gundersen-Methode hinter Stefan Rettenegger und Perttu Reponen die Bronzemedaille. Darüber hinaus wurde er gemeinsam mit Gyda Westvold Hansen, Nora Midtsundstad, Iver Olaussen, Maria Hartz Melling und Nikolai Elde Holmboe Jugend-Olympiasieger im Nordic-Mixed-Team. Wenige Wochen später nahm Østvold auch an den Nordischen Junioren-Skiweltmeisterschaften 2020 in Oberwiesenthal teil. Nach dem siebten Platz im Gundersen Einzel war er zwei Tage später gemeinsam mit Marte Leinan Lund, Gyda Westvold Hansen und Andreas SkoglundTeil des norwegischen Mixed-Teams, das den Junioren-Weltmeistertitel vor dem deutschen und japanischen Team gewann. Im Staffelwettbewerb der Herren belegte er zudem den dritten Platz. Østvold war in seiner Jugend zudem bei norwegischen Juniorenmeisterschaften erfolgreich. So gewann er 2020 drei Medaillen, ehe er ein Jahr später lediglich eine Bronzemedaille gewann. Darüber hinaus gewann er im Skispringen gemeinsam mit Richard Selbekk-Hansen und Benjamin Østvold den Meistertitel im Team.
Erste Punktgewinne im Continental Cup und im Grand Prix
Am 25. Januar 2020 debütierte Østvold im norwegischen Rena im Continental Cup (COC), der zweithöchsten Wettkampfserie im Winter. Mit dem vierzehnten Platz gewann er auf Anhieb seine ersten Punkte. Nach einem elften Platz am zweiten Wettkampftag in Rena kam er bei keinen weiteren COC-Wettkämpfen zum Einsatz, womit er die Saison auf dem 54. Platz der Gesamtwertung abschloss. In der Saison 2020/21 kam er lediglich beim COC-Wettbewerb am 7. Februar in Lahti zum Einsatz, als er den 15. Platz belegte. Bei seinem Debüt am 28. August 2021 im Grand Prix, der höchsten Wettkampfserie im Sommer, erreichte er direkt die Punkteränge. In der Grand-Prix-Gesamtwertung wurde er 35. Mitte Dezember nahm Østvold am COC-Wochenende in Ruka teil, wo er den zweiten Wettkampf als Zweiter beendete und somit seine erste Podestplatzierung im COC erzielte. Am 15. Januar 2022 gab Østvold in Klingenthal sein Weltcup-Debüt und erreichte dabei als 25. auf Anhieb die Punkteränge.

## Privates
Sebastians älterer Bruder Benjamin (* 2001) ist als Skispringer aktiv.

## Statistik

### Grand-Prix-Platzierungen
| Saison | Platz | Punkte |
| ------ | ----- | ------ |
| 2021   | 35.   | 021    |

### Continental-Cup-Platzierungen
| Saison  | Platz | Punkte |
| ------- | ----- | ------ |
| 2019/20 | 54.   | 042    |
| 2020/21 | 63.   | 016    |